# Alfredo Landa
Alfredo Landa Areta (Pamplona, 3 marzo 1933 – Madrid, 9 maggio 2013) è stato un attore spagnolo.

## Biografia
Complessivamente, tra cinema e televisione, partecipò ad oltre 140 differenti produzioni, a partire dalla metà degli anni cinquanta. In carriera, si aggiudicò vari premi, tra cui per 4 volte il Premio CEC, per 3 volte il Premio Goya e per una volta la palma d'oro come miglior attore al Festival di Cannes.
Dal suo nome deriva quello della corrente cinematografica degli anni settanta definita "landismo". Fu inoltre fondatore del TEU, il Teatro Universitario Spagnolo (Teatro Español Universitario).

## Filmografia parziale

### Cinema
- Il giro del mondo in 80 giorni (Around the World in 80 Days), regia di Michael Anderson (1956) - non accreditato
- El puente de la paz, regia di Rafael J. Salvia (1958) - non accreditato
- Atraco a las tres, regia di José María Forqué (1962)
- La ballata del boia (El verdugo), regia di Luis García Berlanga (1963)
- La verbena de la Paloma, regia di José Luis Sáenz de Heredia (1963)
- Benigno, hermano mío, regia di Arturo González hijo (1963)
- I marziani hanno 12 mani, regia di Castellano e Pipolo (1964)
- Una vergine in nero (La niña de luto), regia di Manuel Summers (1964)
- Casi un caballero, regia di José María Forqué (1964)
- Historias de la televisión, regia di José Luis Sáenz de Heredia (1965)
- Whisky y vodka, regia di Fernando Palacios (1965)
- Nobleza baturra, regia di Juan de Orduña (1965)
- Ninette y un señor de Murcia, regia di Fernando Fernán Gómez (1966)
- La ciudad no es para mí, regia di Pedro Lazaga (1966)
- Nuevo en esta plaza, regia di Pedro Lazaga (1966)
- El arte de no casarse, regia di Jorge Feliu e José María Font-Espina (1966)
- Amor a la española (1967)
- Las cicatrices (1967)
- Crónica de nueve meses (1967)
- De cuerpo presente (1967)
- Novios 68 (1967)
- 40 grados a la sombra (1967)
- Calda e... infedele (1968)
- ¿Por qué te engaña tu marido? (1968)
- Cuatro noches de boda (1969)
- Due ragazzi da marciapiede (1970)
- La decente (1971)
- La strana legge del dott. Menga (1971)
- Guapo heredero busca esposa (1972)
- Un curita cañón (1974)
- Fin de semana al desnudo (1974)
- Cuando el cuerno suena (1975)
- Los pecados de una chica casi decente (1975)
- Historia de 'S' (1979)
- El alcalde y la política (1980)
- El canto de la cigarra (1980)
- Préstame tu mujer (1981)
- El crack (1981)
- Profesor eróticus (1981)
- La próxima estación (1982)
- El crack II (1983)
- Lady Lucifera, regia di José Ramón Larraz (1983)
- I santi innocenti, regia di Mario Camus (1984)
- ¡Biba la banda! (1987)
- El pecador impecable (1987)
- Il bosco animato (El bosque animado) (1987)
- Marcellino pane e vino, regia di Luigi Comencini (1992)
- Aquí, el que no corre... vuela (1992)
- La marrana (1992)
- El rey del río (1995)
- El árbol del penitente (2000)
- Historia de un beso (2002)
- La fine di un mistero (2003)
- Luz de domingo (2007)

### Televisione
- El hombre, ese desconocido - serie TV, 1 episodio (1963)
- Confidencias - serie TV, 8 episodi (1964-1965)
- Escuela de maridos - serie TV, 2 episodi (1964)
- Tiempo y hora - serie TV, 13 episodi (1966-1967)
- Ninette y un señor de Murcia - miniserie TV, 8 episodi (1984)
- Tristeza de amor - serie TV, 13 episodi (1986)
- Don Chisciotte della Mancha - miniserie TV (1991) - Sancho Panza
- Lleno, por favor - serie TV, 13 episodi (1993)
- Por fin solos - serie TV, 13 episodi (1995)
- En plena forma - serie TV, 6 episodi (1997)
- Los Serrano - serie TV (2003)